# Álvaro Gestido
Álvaro Antonio Gestido Pose (Montevideo, 17 maggio 1907 – Santa Clara del Olimar, 18 gennaio 1957) è stato un calciatore uruguaiano, di ruolo centrocampista, campione olimpico nel 1928 e campione del Mondo nel 1930 con la Nazionale uruguaiana.

## Carriera
Soprannominato "el Caballero de Deporte" (il cavaliere dello sport), fratello minore del futuro presidente dell'Uruguay Óscar Diego Gestido, Álvaro Gestido crebbe calcisticamente nel Charley Solferino, per poi passare al Peñarol nel 1926. Vestì la maglia degli aurinegros fino al termine della sua carriera, nel 1942, vincendo 7 titoli nazionali e la Copa Río de la Plata (consistente in una sfida tra la squadra campione di Uruguay e quella campione di Argentina) nel 1928.
Con la maglia della nazionale uruguaiana collezionò 25 presenze, vincendo l'oro alle Olimpiadi di Amsterdam nel 1928 e il mondiale del 1930.

## Palmarès

### Club
- Campionato uruguaiano: 7

Peñarol: 1928, 1929, 1932, 1935, 1936, 1937, 1938
- Copa Río de la Plata: 1

Peñarol: 1928

### Nazionale
- Oro olimpico: 1

Amsterdam 1928
- Campionato mondiale: 1

Uruguay 1930